# Cercomonas
Cercomonas ist eine Gattung freilebender Flagellaten. Sie sind die artenreichste und namensgebende Gattung der Cercomonadida und kommen weltweit in Gewässern und im Boden vor.

## Merkmale

### Lichtmikroskopische Merkmale
Die Vertreter sind Flagellaten, die verschiedene Formen von Pseudopodien bilden, darunter flache, dünne, fadenförmige und verzweigte. Die Zellen sind zwischen vier und 65 µm groß, die meisten Arten messen jedoch etwa 10 µm. Die Pseudopodien können an jeder Stelle der Zelle entstehen. Die meisten Arten bilden flache oder fingerähnliche Pseudopodien. Manche Arten bilden jedoch auch Reticulopodien (Rhizopodien). Die Pseudopodien werden alle auf dem festen Substrat oder auf dem Oberflächenfilm des Wassers gebildet und sind fast immer im Kontakt mit dem Substrat.
Sie besitzen zwei immer vorhandene, verschiedenartig schlagende Geißeln, die auch im Amöbenstadium erhalten bleiben. Die vordere Geißel ist nach vorne gerichtet und schlägt langsam mit schlagenden Bewegungen. Die hintere Geißel weist auf der Bauchseite nach hinten. Sie liegt in einer Grube oder im Inneren eines cytoplasmatischen Kanals, kann aber auch frei liegen. In Bewegung befindliche Zellen besitzen meist am Hinterende ein Pseudopodium. Die Bewegung der vorderen Geißel dürfte keinen Einfluss auf die Gleitbewegung der Zelle haben. Die wellenförmigen Bewegungen der hinteren Geißel dürften die Zelle nach vorne drücken.
Gleitende Flagellaten können sich rasch in die amöboide Form umwandeln, die dann keine Vorne-hinten-Ausrichtung mehr besitzt. In der amöboiden Form ist die Zelle meist nicht mobil und abgeflacht. In dieser Form findet normalerweise die Nahrungsaufnahme statt.
In den mobilen Zellen befindet sich der Zellkern im vorderen Bereich der Zell in der Nähe der Geißeln. In manchen Arten ist der Mikrotobuli-Kegel bereits im Lichtmikroskop zu erkennen. Die kontraktilen Vakuolen sind meist nicht auf einen bestimmten Bereich der Zelle beschränkt. Bei Cercomonas metabolicus, Cercomonas norrvicensis und Cercomonas ovatus sind sie jedoch stets im vorderen Zellbereich zu finden. Die Nahrungsvakuolen sind im zentralen und hinteren Bereich der Zelle.

### Elektronenmikroskopische Merkmale
Die Zelloberfläche besteht aus dem Plasmalemma, bei manchen Arten ist dieses von einer dicken Glycocalyx bedeckt. Jede Art besitzt ein oder zwei Arten von Extrusomen, es kommen Trichozysten, osmiophile Körnchen und Mikrotoxizysten vor. Der Kern befindet sich im vorderen Bereich in der Nähe der Basalkörper. Microbodys finden sich in der ganzen Zelle. Die Mitochondrien sind in der ganzen Zelle verstreut, ihre Cristae sind meist abgeflachte Tubuli.
Die beiden Basalkörper der Geißeln stehen ungefähr im rechten Winkel zueinander. Sie sind durch fibrilläre Brücken miteinander verbunden. In der Transitionszone zur Geißel befindet sich beim hinteren Basalkörper eine transversale Platte im Bereich der Zelloberfläche. Der vordere Basalkörper hat einen faserige, gestreiften Sporn. Der vordere Basalkörper besitzt eine proximale radförmige Struktur, der hintere nicht. Mit den Basalkörpern assoziiert sind zwei bis vier seitliche Mikrotubuli-Wurzeln. Auffälligster Teil des Geißelapparates ist eine fibrilläre Wurzel, die vom vorderen oder von beiden Basalkörper(n) ausgeht und zum Zellkern hin reicht, wo sie in einem Körnchen endet. Von diesem gehen Mikrotubuli-Strahlen ab, die entlang der Zellkern-Oberfläche nach hinten reichen und den sogenannten Mikrotubuli-Kegel bilden.
Des Weiteren ist die Gattung durch drei charakteristische Sequenzabschnitte im Gen für die 18S rRNA definiert.

### Lebenszyklus
Einige Arten besitzen einen komplexen Lebenszyklus. Er besteht aus vegetativen, einkernigen Zellen, die entweder mobile Flagellaten oder eher immobile Amöben sein können, aus mehrkernigen Plasmodien und einkernigen Zysten.
Die Plasmodien sind abgeflacht, besitzen mehrere Kerne, Geißeln und kontraktile Vakuolen. Ein Plasmodium entsteht aus Kernteilungen ohne nachfolgende Zellteilungen oder durch das Verschmelzen von mehreren einkernigen Zellen. Die Kernzahl kann 100 oder mehr erreichen. Das reife Plasmodium zerfällt wieder in einkernige Zellen.
Zysten werden von der flagellaten Form gebildet und sind einkernige, kugelige Zellen mit – je nach Art – glatter oder gefältelter Oberfläche.
Der Wechsel zwischen Zyste und Flagellat sowie zwischen Flagellat und Amöbe kann in beide Richtungen erfolgen. Ein Plasmodium kann jedoch nur aus Amöben entstehen und kann selbst nur Flagellaten bilden. Bei den verschiedenen Arten gibt es verschieden stark reduzierte Formen des kompletten Lebenszyklus.

## Verbreitung und Habitate
Die Gattung ist weltweit verbreitet. Sie ist ein häufiger Vertreter in Flüssen und Seen, wie auch in Frischwasser-Reservoirs. Sie kommen auch in Brackwasser vor, ebenso in verschiedensten Böden. In Böden ist sie zweithäufigste Zooflagellatengattung. Obwohl sie eigentlich Aerobier sind, kommen sie in allen Bereichen der Abwasserreinigung, auch in anoxischen Bereichen vor, aber auch in natürlichen anaeroben Habitaten.

## Ökologie
Cercomonas ernährt sich vorwiegend von Bakterien. Bodenbewohnende Vertreter sind in der Lage, die wesentlich größeren Nematoden-Larven der Art Caenorhabditis elegans zu töten. Der Mechanismus ist unklar, erfordert aber direkten Zell-zu-Zell-Kontakt. Eine Perforation der Nematoden-Cuticula konnte nicht beobachtet werden. Die Anhaftung erfolgt durch Pseudopodien-Strukturen am Vorderteil der Zelle. Der Tod der Nematoden tritt binnen weniger Stunden ein. Cercomonas ernährt sich nicht direkt von den toten Nematoden. Es gibt drei Möglichkeiten, wie Cercomonas vom Tod der Nematoden profitieren kann: (a) durch den Wegfall eines direkten Konkurrenten um die Bakterien-Nahrung, (b) den Wegfall von potentiellen Prädatoren, da erwachsene C. elegans Cercomonas fressen kann, und (c) die toten Nematoden dienen als Substrat für das Wachstum von Bakterien, von denen sich dann Cercomonas ernährt. Die pflanzenpathogene Nematode Heterodera schachtii wurden nicht getötet.

## Systematik
Cercomonas ist die artenreichste Gattung der Cercomonadida und wird innerhalb dieser Gruppe in die Familie Cercomonadidae gestellt. Die Gattungen Dimastigamoeba, Prismatomonas, Reptomonas, Cercomastix, Cercobodo und Dimorpha werden heute alle zu Cercomonas gestellt.
Die Gattung wurde von Félix Dujardin 1841 erstbeschrieben, Typusart ist die ebenfalls von Dujardin erstbeschriebene Cercomonas longicauda. Der Gattungsname ist daher weiblich, wenngleich etliche Autoren Art-Epitheta mit männlichen Endungen verwenden, etwa für Arten, die von Cercobodo in Cercomonas überstellt wurden.
Nach Mylnikov und Karpov (2004) besteht die Gattung aus folgenden Arten
| - Cercomonas activa - Cercomonas acuta - Cercomonas agilis - Cercomonas alexeieffi - Cercomonas alternans - Cercomonas angusta - Cercomonas bodo - Cercomonas breviantennata - Cercomonas chromatiophaga - Cercomonas cometa - Cercomonas crassicauda - Cercomonas cylindrica - Cercomonas dactyloptera - Cercomonas digitalis - Cercomonas draco - Cercomonas dubia - Cercomonas fusiformis - Cercomonas gigantica - Cercomonas grandis - Cercomonas granulata - Cercomonas granulifera - Cercomonas heimi - Cercomonas incurvus - Cercomonas kiaerdammanae | - Cercomonas laciniaergens - Cercomonas lagoenaris - Cercomonas levis - Cercomonas longicauda - Cercomonas metabolica (jetzt Paracercomonas metabolica) - Cercomonas minima - Cercomonas norrvicensis - Cercomonas onusta - Cercomonas ovata - Cercomonas pachypa - Cercomonas plasmodialis - Cercomonas pronucleata - Cercomonas pseudodactyloptera - Cercomonas pyriformis - Cercomonas radiata - Cercomonas rhacoda - Cercomonas rhacodyta - Cercomonas rhynchophora - Cercomonas robusta - Cercomonas simplex - Cercomonas typica - Cercomonas varians - Cercomonas venticosa - Cercomonas vibrans |

Cercomonas jutlandica war 2004 als eigene Gattung Neocercomonas beschrieben worden, 2006 aber in Cercomonas überführt worden.
Analysen von DNA-Proben aus verschiedenen Lebensräumen zufolge dürfte es über 100 Arten geben.
Cercomonas zerfällt in molekulargenetischen Untersuchungen der 18S rRNA-Sequenzen in zwei deutlich getrennte Kladen (A und B), wobei die beiden zusammen möglicherweise keine monophyletische Gruppe bilden. Die beiden Kladen zerfallen wiederum in je zwei deutlich getrennte Subkladen (1 und 2). Karpov et al. haben 2006 daher Cercomonas in drei Gattungen aufgeteilt, wobei allerdings die meisten bekannten Arten noch keiner der Gattungen definitiv zugeordnet werden konnten. Sie dürften jedoch in Cercomonas verbleiben. Die 2004 beschriebene Gattung Neocercomonas wurde wieder verworfen.
Das vereinfachte Kladogramm sieht folgendermaßen aus:
|  | Klade A1 = Cercomonas   |
|  |                         |
|  | Klade A2 = Eocercomonas |
|  |                         |

|  | Klade B1 = Paracercomonas    |
|  |                              |
|  | zwei unbenannte Cercomonaden |
|  |                              |

|  | Klade A1 = Cercomonas   |
|  |                         |
|  | Klade A2 = Eocercomonas |
|  |                         |

|  | Klade B1 = Paracercomonas    |
|  |                              |
|  | zwei unbenannte Cercomonaden |
|  |                              |

## Belege
- Alexander P. Mylnikov, Serguei A. Karpov: Review of diversity and taxonomy of cercomonads. Protistology, Band 3, 2004, S. 201–217. ISSN 1680-0826
- Serguei A. Karpov, David Bass, Alexander P. Mylnikov, Thomas Cavalier-Smith: Molecular Phylogeny of Cercomonadidae and Kinetid Patterns of Cercomonas and Eocercomonas gen. nov. (Cercomonadida, Cercozoa). Protist, Band 157, 2006, S. 125–158, doi:10.1016/j.protis.2006.01.001